# Ника (кинопремия, 2004)
17-я церемония вручения наград национальной кинематографической премии «Ника» за заслуги в области российского кинематографа за 2003 год состоялась 23 апреля 2004 года в Московском международном Доме музыки.

## Статистика
Фильмы, получившие несколько номинаций
| Фильм                  | номинации | победы |
| ---------------------- | --------- | ------ |
| • Магнитные бури       | 7         | 3      |
| • Старухи              | 6         | 1      |
| • Бедный, бедный Павел | 5         | 1      |
| • Возвращение          | 4         | 2      |
| • Русский ковчег       | 4         | 2      |
| • Благословите женщину | 3         | 1      |
| • Ключ от спальни      | 3         | 1      |
| • Шик                  | 3         | 1      |
| • Бумер                | 2         | 1      |
| • Коктебель            | 2         | -      |
| • Прогулка             | 2         | -      |

## Список лауреатов и номинантов

### Основные категории
• Победители выделены отдельным цветом. 
| Категории                           | Лауреаты и номинанты                                                                                   | Лауреаты и номинанты                                                     | Лауреаты и номинанты                                                     |
| ----------------------------------- | --- | ------------------------------------------------------------------------ | ------------------------------------------------------------------------ |
| Лучший игровой фильм                | • Возвращение (режиссёр: Андрей Звягинцев, продюсер: Дмитрий Лесневский)                               | • Возвращение (режиссёр: Андрей Звягинцев, продюсер: Дмитрий Лесневский) | • Возвращение (режиссёр: Андрей Звягинцев, продюсер: Дмитрий Лесневский) |
| Лучший игровой фильм                | • Благословите женщину (режиссёр: Станислав Говорухин, продюсер: Екатерина Маскина)                    |                                                                          |                                                                          |
| Лучший игровой фильм                | • Коктебель (режиссёры: Борис Хлебников, Алексей Попогребский, продюсер: Роман Борисевич)              |                                                                          |                                                                          |
| Лучший игровой фильм                | • Магнитные бури (режиссёр: Вадим Абдрашитов, продюсер: Александр Потёмкин)                            |                                                                          |                                                                          |
| Лучший игровой фильм                | • Русский ковчег (режиссёр: Александр Сокуров, продюсеры: Йенс Мойрер, Карстен Штетер, Андрей Дерябин) |                                                                          |                                                                          |
| Лучший игровой фильм                | • Старухи (режиссёр и продюсер: Геннадий Сидоров)                                                      |                                                                          |                                                                          |
| Лучший фильм стран СНГ и Балтии     | • Ангел правого плеча (, ) режиссёр: Жамшид Усмонов                                                    | • Ангел правого плеча (, ) режиссёр: Жамшид Усмонов                      | • Ангел правого плеча (, ) режиссёр: Жамшид Усмонов                      |
| Лучший фильм стран СНГ и Балтии     | • Keep Smiling! ( Латвия) режиссёр: Асколдс Саулитис                                                   |                                                                          |                                                                          |
| Лучший фильм стран СНГ и Балтии     | • Золотая лихорадка ( Украина) режиссёр: Михаил Беликов                                                |                                                                          |                                                                          |
| Лучший фильм стран СНГ и Балтии     | • Лекарь ( Узбекистан) режиссёр: Юсуп Разыков                                                          |                                                                          |                                                                          |
| Лучший фильм стран СНГ и Балтии     | • Сомнамбула ( Эстония) режиссёр: Салев Кээдус                                                         |                                                                          |                                                                          |
| Лучший неигровой фильм              | • Нефть (режиссёр: Мурад Ибрагимбеков)                                                                 | • Нефть (режиссёр: Мурад Ибрагимбеков)                                   | • Нефть (режиссёр: Мурад Ибрагимбеков)                                   |
| Лучший неигровой фильм              | • Тише! (режиссёр: Виктор Косаковский)                                                                 |                                                                          |                                                                          |
| Лучший неигровой фильм              | • Фрески (режиссёр: Александр Гутман)                                                                  |                                                                          |                                                                          |
| Лучший анимационный фильм           | • Полтора кота (режиссёр: Андрей Хржановский)                                                          | • Полтора кота (режиссёр: Андрей Хржановский)                            | • Полтора кота (режиссёр: Андрей Хржановский)                            |
| Лучший анимационный фильм           | • Карлик Нос (режиссёр: Илья Максимов)                                                                 |                                                                          |                                                                          |
| Лучший анимационный фильм           | • Петербург (режиссёр: Ирина Евтеева)                                                                  |                                                                          |                                                                          |
| Лучшая режиссёрская работа          | | • Вадим Абдрашитов за фильм «Магнитные бури»                             | • Вадим Абдрашитов за фильм «Магнитные бури»                             |
| Лучшая режиссёрская работа          | • Пётр Буслов — «Бумер»                                                                                |                                                                          |                                                                          |
| Лучшая режиссёрская работа          | • Андрей Звягинцев — «Возвращение»                                                                     |                                                                          |                                                                          |
| Лучшая режиссёрская работа          | • Геннадий Сидоров — «Старухи»                                                                         |                                                                          |                                                                          |
| Лучшая сценарная работа             | | • Александр Миндадзе — «Магнитные бури»                                  | • Александр Миндадзе — «Магнитные бури»                                  |
| Лучшая сценарная работа             | • Геннадий Сидоров — «Старухи»                                                                         |                                                                          |                                                                          |
| Лучшая сценарная работа             | • Авдотья Смирнова — «Прогулка»                                                                        |                                                                          |                                                                          |
| Лучшая мужская роль                 | | • Виктор Сухоруков — «Бедный, бедный Павел» (за роль императора Павла I) | • Виктор Сухоруков — «Бедный, бедный Павел» (за роль императора Павла I) |
| Лучшая мужская роль                 | • Игорь Кваша — «Третий вариант» (за роль Шабашова)                                                    |                                                                          |                                                                          |
| Лучшая мужская роль                 | • Олег Янковский — «Бедный, бедный Павел» (за роль графа Петра Палена)                                 |                                                                          |                                                                          |
| Лучшая женская роль                 | | • Валентина Березуцкая — «Старухи» (за роль Фёклы)                       | • Валентина Березуцкая — «Старухи» (за роль Фёклы)                       |
| Лучшая женская роль                 | • Виктория Толстоганова — «Магнитные бури» (за роль Марины)                                            |                                                                          |                                                                          |
| Лучшая женская роль                 | • Светлана Ходченкова — «Благословите женщину» (за роль Веры)                                          |                                                                          |                                                                          |
| Лучшая мужская роль второго плана   | | • Сергей Маковецкий — «Ключ от спальни» (за роль Иваницкого)             |                                                                          |
| Лучшая мужская роль второго плана   | • Андрей Панин — «Шик» (за роль Платона)                                                               |                                                                          |                                                                          |
| Лучшая мужская роль второго плана   | • Евгений Гришковец — «Прогулка» (за роль Севы)                                                        |                                                                          |                                                                          |
| Лучшая женская роль второго плана   | | • Инна Чурикова — «Благословите женщину» (за роль Куниной)               | • Инна Чурикова — «Благословите женщину» (за роль Куниной)               |
| Лучшая женская роль второго плана   | • Ингеборга Дапкунайте — «Шик» (за роль Аси)                                                           |                                                                          |                                                                          |
| Лучшая женская роль второго плана   | • Оксана Мысина — «Бедный, бедный Павел» (за роль императрицы Марии Фёдоровны)                         |                                                                          |                                                                          |
| Лучшая операторская работа          | | • Михаил Кричман — «Возвращение»                                         | • Михаил Кричман — «Возвращение»                                         |
| Лучшая операторская работа          | • Шандор Беркеши — «Коктебель»                                                                         |                                                                          |                                                                          |
| Лучшая операторская работа          | • Юрий Шайгарданов — «Магнитные бури»                                                                  |                                                                          |                                                                          |
| Лучшая музыка к фильму              | | • Сергей Шнуров — «Бумер»                                                | • Сергей Шнуров — «Бумер»                                                |
| Лучшая музыка к фильму              | • Виктор Лебедев — «Магнитные бури»                                                                    |                                                                          |                                                                          |
| Лучшая музыка к фильму              | • Далер Назаров — «Шик»                                                                                |                                                                          |                                                                          |
| Лучшая работа звукорежиссёра        | • Евгений Поздняков и Евгений Базанов — «Магнитные бури»                                               | • Евгений Поздняков и Евгений Базанов — «Магнитные бури»                 | • Евгений Поздняков и Евгений Базанов — «Магнитные бури»                 |
| Лучшая работа звукорежиссёра        | • Сергей Мошков и Владимир Персов — «Русский ковчег»                                                   |                                                                          |                                                                          |
| Лучшая работа звукорежиссёра        | • Андрей Худяков — «Старухи»                                                                           |                                                                          |                                                                          |
| Лучшая работа художника             | • Елена Жукова и Наталья Кочергина — «Русский ковчег»                                                  | • Елена Жукова и Наталья Кочергина — «Русский ковчег»                    | • Елена Жукова и Наталья Кочергина — «Русский ковчег»                    |
| Лучшая работа художника             | • Александр Борисов и Леонид Свинцицкий — «Ключ от спальни»                                            |                                                                          |                                                                          |
| Лучшая работа художника             | • Александр Загоскин — «Бедный, бедный Павел»                                                          |                                                                          |                                                                          |
| Лучшая работа художника по костюмам | • Лидия Крюкова, Тамара Сеферян и Мария Гришанова — «Русский ковчег»                                   | • Лидия Крюкова, Тамара Сеферян и Мария Гришанова — «Русский ковчег»     | • Лидия Крюкова, Тамара Сеферян и Мария Гришанова — «Русский ковчег»     |
| Лучшая работа художника по костюмам | • Наталья Иванова — «Ключ от спальни»                                                                  |                                                                          |                                                                          |
| Лучшая работа художника по костюмам | • Лариса Конникова — «Бедный, бедный Павел»                                                            |                                                                          |                                                                          |
| Открытие года                       | | • Алексей Герман мл. (режиссёр) — «Последний поезд»                      | • Алексей Герман мл. (режиссёр) — «Последний поезд»                      |
| Открытие года                       | • Андрей Звягинцев — «Возвращение»                                                                     |                                                                          |                                                                          |
| Открытие года                       | • Геннадий Сидоров — «Старухи»                                                                         |                                                                          |                                                                          |

### Специальные награды
- Приз «Честь и достоинство» — Пётр Ефимович Тодоровский.
- Приз «За вклад в кинематографические науки, критику и образование» — Марк Ефимович Зак.